# Сумрак (филм из 1983)
 Сумрак је југословенски ТВ филм из 1983. године. Режирао га је Дејан Ћорковић, а сценарио је написао Исак Бабел. Филм је по жанру драма, а премијерно приказан  на Радио-телевизији Београд.

## Улоге
| Глумац               | Улога |
| -------------------- | ----- |
| Иван Бекјарев        |       |
| Светлана Бојковић    |       |
| Мирко Буловић        |       |
| Стојан Дечермић      |       |
| Милан Гутовић        |       |
| Милутин Јевђенијевић |       |
| Љиљана Крстић        |       |
| Предраг Лаковић      |       |
| Мирољуб Лешо         |       |
| Ирфан Менсур         |       |
| Мило Мирановић       |       |
| Предраг Милетић      |       |
| Бранка Петрић        |       |
| Чедомир Петровић     |       |
| Михајло Плескоњић    |       |
| Јован Ристовски      |       |
| Лазар Ристовски      |       |
| Олга Спиридоновић    |       |